# Sułków (województwo mazowieckie)
Sułków – wieś sołecka w Polsce położona w województwie mazowieckim, w powiecie białobrzeskim, w gminie Stromiec.
| SIMC    | Nazwa    | Rodzaj    |
| ------- | -------- | --------- |
| 0639140 | Paulanka | część wsi |

W latach 1975–1998 miejscowość położona była w województwie radomskim.
Wierni kościoła rzymskokatolickiego należą do parafii św. Teresy od Dzieciątka Jezus w Dobieszynie.